# Bīdestāneh
Bīdestāneh (persiska: بيدستانه) är en ort i Iran.   Den ligger i provinsen Lorestan, i den centrala delen av landet, 300 km sydväst om huvudstaden Teheran. Bīdestāneh ligger 1 987 meter över havet och antalet invånare är 266.
Terrängen runt Bīdestāneh är bergig åt sydväst, men åt nordost är den kuperad. Runt Bīdestāneh är det ganska glesbefolkat, med 29 invånare per kvadratkilometer. Närmaste större samhälle är Aznā, 18,0 km öster om Bīdestāneh. Trakten runt Bīdestāneh består i huvudsak av gräsmarker.